# Multicult.fm
 (novembre 2014).
multicult.fm (doit s'écrire comme tel : multicult.fm) est une radio berlinoise non commerciale sans publicité, diffusant par voie hertzienne et sur internet. La station a vu le jour en automne 2008 en tant que webradio sous le nom de Radio multicult2.0 en réaction à la fermeture de Radio Multikulti (de), station appartenant à l'époque à la société de radiodiffusion publique RBB (Radio Berlin-Brandebourg). La première émission fut diffusée le 31 décembre 2008 à 22 h 05, en même temps que l'arrêt définitif de radiomultikulti. Depuis le 24 mars 2011, multicult.fm émet depuis son propre studio, visible à travers les vitrines du local abrité par un marché couvert (Marheineke Markthalle) dans le quartier de Kreuzberg.

## La station
Depuis janvier 2009, la station émet 24 h/24 sur internet. Trente et une émissions sont produites par différents journalistes (avril 2011) tandis que le reste du contenu musical (rotation) s'oriente plutôt vers les musiques du monde. On peut l'écouter sur internet en streaming en qualité Hi-Fi (160kb/s) ou Lo-fi (32 kb/s). En mai 2010, la radio change de nom pour s'appeler dorénavant multicult.fm.
multicult.fm est partenaire d'une coopération de radios berlinoises, 88vier, grâce à laquelle elle peut émettre sur la bande FM de Berlin (88.4 MHz) et Potsdam (90,7 MHz).  
Les temps d'émissions accordés à la radio sur 88vier sont :
Du lundi au vendredi de 6 h à 10 h ainsi que de 18 h à 19 h. 
Le weekend de 6 h à 12 h et pour les émissions live exceptionnelles de 12 h à 16 h.
Tous les matins du lundi au vendredi de 7 h à 9 h est diffusé un magazine où sont évoqués des sujets d'actualité, culturels et politiques (das morgen:magazin, le magazine du matin)
À partir de décembre 2011, dix nouvelles émissions sont ajoutées à la grille de programmes, parmi lesquelles une émission bi-hebdomadaire Şimdi en turc et en allemand, ainsi qu'une autre émission, Bogheboxi, sur la Sardaigne et sa culture en italien et allemand.

## Musiques du monde
Sa grille de programme musical se veut éclectique, incluant les musiques dites « du monde », mais recouvrant tous les genres, du tango au ska en passant par le jazz, et les groupes locaux et nationaux de Berlin et d'Allemagne.
Exemples d'émissions musicales :
- Africa Calling présenté par Wolfgang König, émission sur les musiques africaines.
- Café Olé présenté par Wolfgang König, émission sur la fusion des genres.
- Panamericana présenté par Katrin Wilke, émission sur les musiques latino-américaines.

## Multiculturalité et multilinguisme

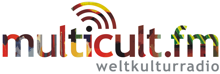
4e et actuel version du logo

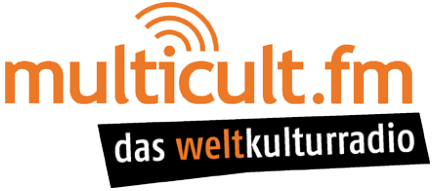
3e version du logo

multicult.fm produit plusieurs émissions en langues étrangères, comme par exemple :
- chinois : Rocking Pagoda avec Djane Lan
- chinois : Luftbrücke avec Lea Zhou
- turc/allemand :  Şimdi avec Nora Şevbihiv Sinemillioğlu et Seda Niğbolu
- espagnol/allemand : La Reglafónica avec Maria Mandarina et Bongo
- italien/allemand : Bogheboxi avec Maurizio Rocca et Pitzente Bianco
- serbo-croate : BalkanCult avec Jasmina Njaradi

De plus, certaines émissions, sont empruntées à d'autres stations de radios et retransmises sur multicult.fm. Certaines d'entre elles faisaient également autrefois partie intégrante de Radio Multikulti (de).
- anglais : Tangents avec Dore Stein, de San Francisco
- anglais : Radio Goethe avec Arndt Peltner, de San Francisco
- catalan : Catalan!Music, de Barcelone
- polonais : Strange way of traveling avec Vojciech Ossowski, de Varsovie
- roumain : Muzica Americii Latine, de Bucarest
- espagnol : Los Sonidos del Planeta Arul avec Paco Valiente, de Valence
- turc : Dunyayi Dinliyorum avec Zekria en de Açık Radyo, Istanbul

Il est d'ailleurs prévu à terme[réf. nécessaire] que certaines émissions puissent être écoutées dans plusieurs langues sur la page d'accueil de multicult.fm, au moyen d'un petit logiciel qui permettrait de passer d'une langue à une autre. Pour tester ce logiciel, une émission pilote Multipieps Cultmatz a été créée sous la forme d'un conte pour enfant, et est encore disponible sur la page d'accueil du site en allemand, français, espagnol, turque et anglais.

## Promiscuité et globalité
Grâce à son studio directement visible depuis le marché couvert de Marheineke à Kreuzberg, la radio se veut accessible, et notamment proche de ses auditeurs. Il est ainsi possible de venir voir et parler aux animateurs, journalistes ainsi qu'aux techniciens.
Les thèmes et sujets traités sont évidemment la multiculturalité, l'immigration, par les acteurs mêmes des différentes communautés de la ville de Berlin.
Le 25 novembre 2011 a été inauguré le MulticulTea Bubble Bar. Le but est double : à la fois pouvoir financer le projet et les animateurs grâce aux recettes, et également se rapprocher du public et pouvoir accueillir les auditeurs, qui peuvent ainsi assister aux enregistrements ou discuter avec l'équipe de manière conviviale autour d'un Bubble Tea (ou thé aux perles en français).

## Histoire de la radio
Partant d'un réseau que s'est créé multicult.fm à partir d'animateurs radio, cercle d'amis, sponsors et agents de la région, la radio est depuis devenue une société à but non lucratif (gUG en allemand) dont Brigitta Gabrin est la directrice.
Les journalistes de multicult.fm ont des origines variées. Le but avoué est qu'« un simple auditeur passif puisse devenir un membre actif compétent, car les auditeurs sont des relais dans leurs « communautés », ce sont des points de repères - selon des critères de politique d'intégration - qu'il faut évidemment avoir en tête en élaborant la grille de programmation » Brigitta Gabrin, née en Roumanie, journaliste et psychologue de formation.
Le but de multicult.fm est « à moyen et long terme  de se faire une place dans le parc radiophonique de Berlin et Brandebourg ». L'émission Berliner Runde (au tour de Berlin) fut produite par Radio multicult2.0 de septembre à novembre 2009 tous les jeudis de 19 h à 20 h pour la station Herbstradio (99,1 MHz sur la bande FM)
Une émission en vietnamien, la seule dans toute l'Allemagne selon Halleforum.de, fut diffusée entre mars 2009 et Juillet 2010 tous les dimanches de 9 h à 10 h depuis la station Radio Corax (95,9 MHz).
Multicult.fm diffusa pour la première fois le 22 mai 2010 de 9 h à 13 h une émission exceptionnelle sur la bande FM, dans laquelle sa grille de programme complète fut présentée. Le dimanche 23 mai 2010 la radio rentransmit en live un concert depuis le Junction Bar à Kreuzberg pour le Karneval der Kulturen. Une soirée exceptionnelle fut organisée la veille dans le club SO36 de Berlin pour fêter la première diffusion sur bande FM ainsi que la sortie du CD échantillon « BerlinGlobal 2010|11 »